# Madjrè
Madjrè ist ein Arrondissement im Departement Couffo im westafrikanischen Staat Benin. Es ist eine Verwaltungseinheit, die der Gerichtsbarkeit der Kommune Dogbo untersteht.

## Demografie und Verwaltung
Gemäß der Volkszählung 2013 des beninischen Statistikamtes INSAE hatte das Arrondissement 8925 Einwohner, davon waren 4209 männlich und 4716 weiblich.
Von den 65 Dörfern und Quartieren der Kommune Dogbo entfallen acht auf Madjrè:
1. Adandro-Akodé
2. Ayésso
3. Botagbé
4. Fafadji
5. Godohou
6. Kénavo
7. Madjrè-Centre
8. Togannou